# 里格爾火山
61°44′39″N 142°51′55″W / 61.74417°N 142.86528°W

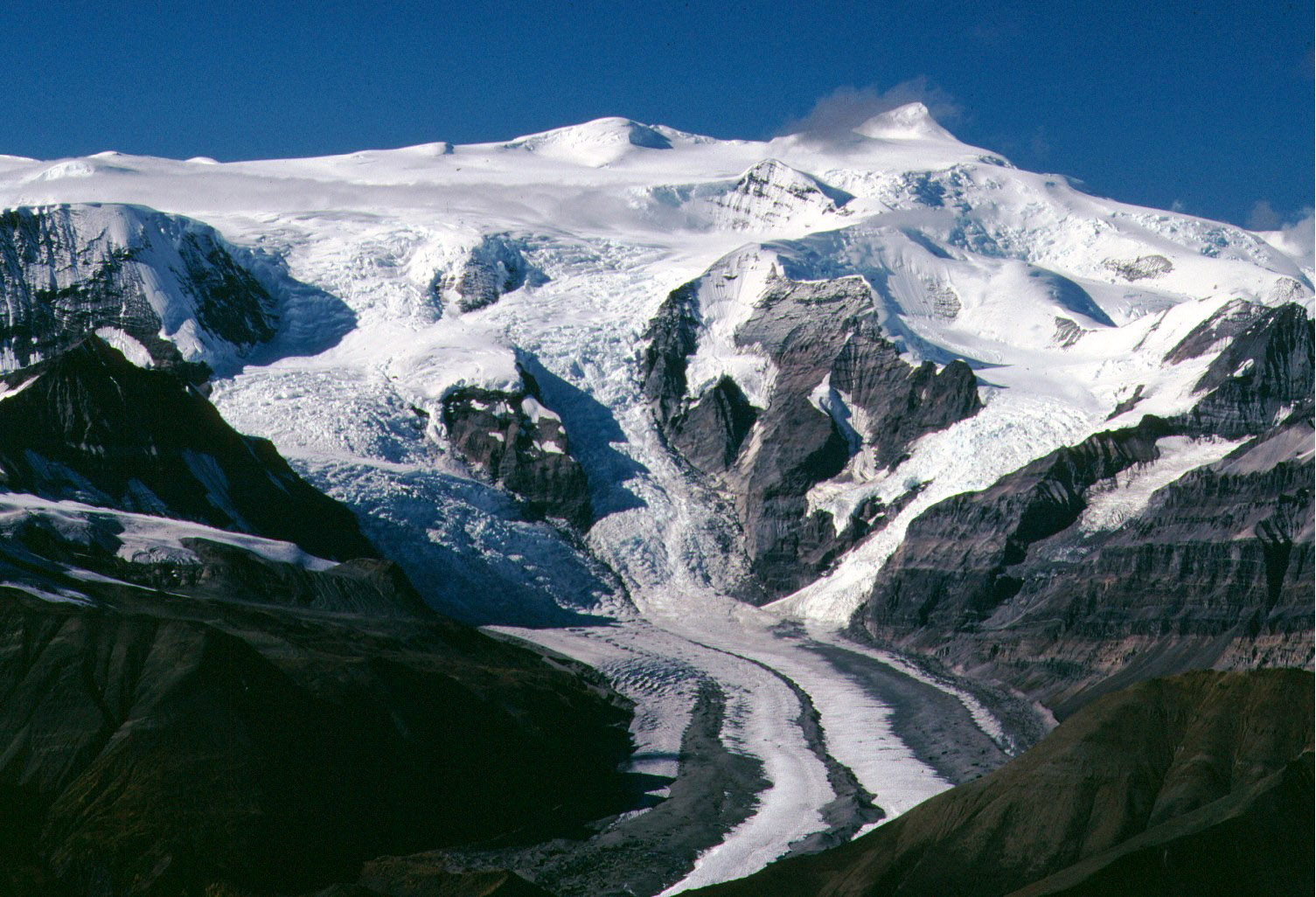

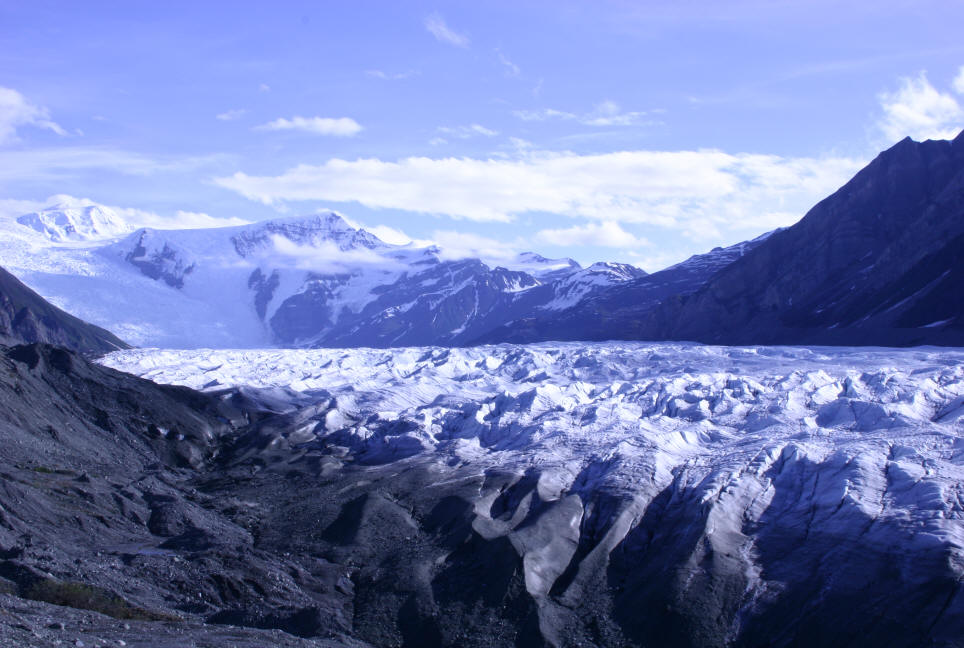

里格爾火山是美國的火山，位於弗蘭格爾－聖伊萊亞斯國家公園，由阿拉斯加州負責管轄，屬於蘭格爾山脈的一部分，距離布萊克本火山31公里，海拔高度4,220米。